# Leporinus pellegrinii
Leporinus pellegrinii är en fiskart som beskrevs av Steindachner, 1910. Leporinus pellegrinii ingår i släktet Leporinus och familjen Anostomidae. Inga underarter finns listade i Catalogue of Life.